# Almere Hout

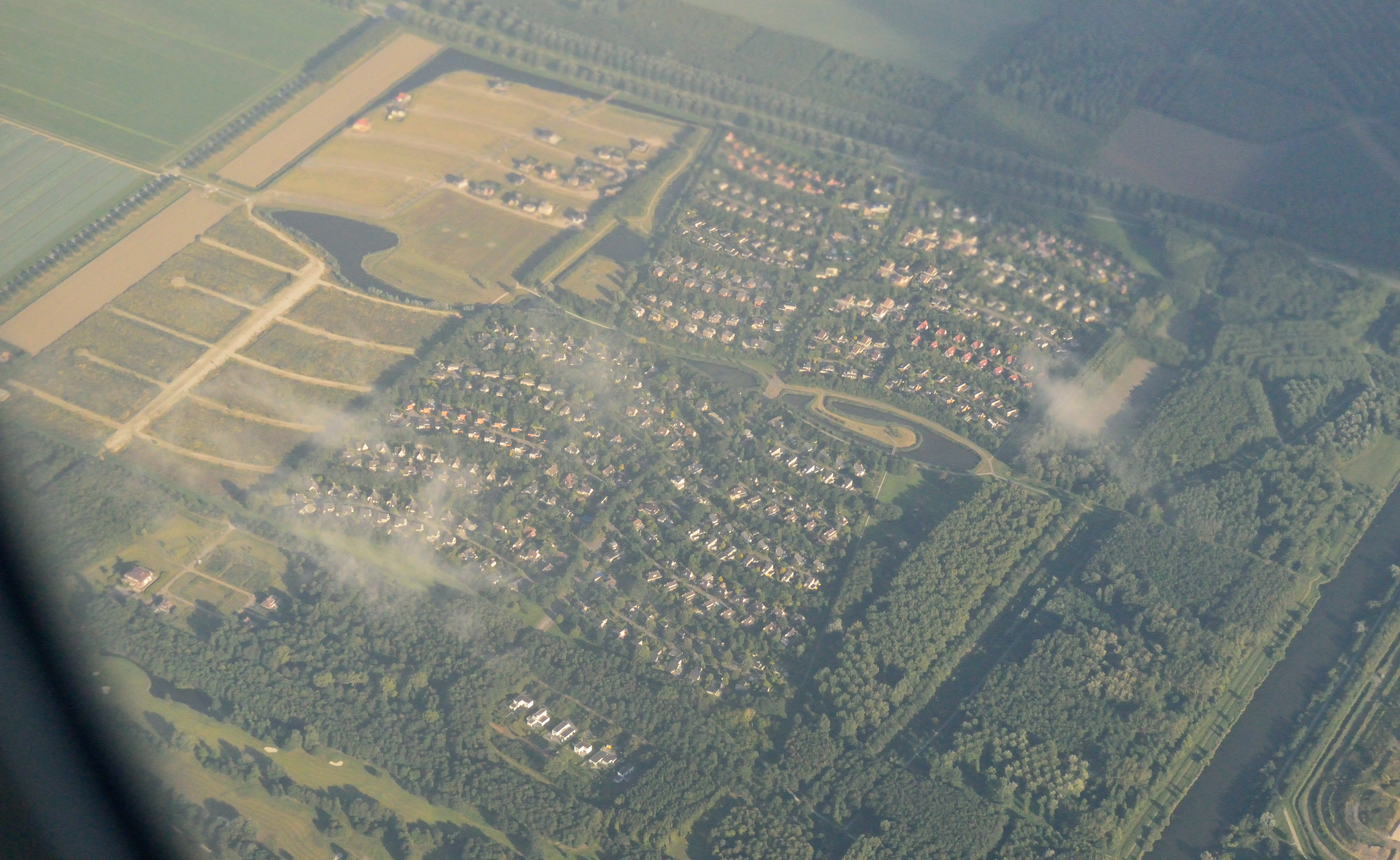
Luftaufnahme von Vogelhorst

Almere Hout ist ein Stadtteil von Almere in der niederländischen Provinz Flevoland. Er hat 10.985 Einwohner und ist der südlichste Stadtteil.
Der Stadtteil befindet sich in Entwicklung seit seiner Entstehung 1992.
Hout besteht aus den drei Stadtvierteln Nobelhorst, Oosterwold und Vogelhorst.
In Hout gibt es zwei Grundschulen. Außerdem gibt es einen Golfplatz. Im Süden steht De Groene Kathedraal, eine künstliche Baumformation, die den Umriss der Kathedrale von Reims zeigt.